# Girls Fall Like Dominoes
"Girls Fall Like Dominoes" é uma canção da rapper Nicki Minaj, gravada para o seu álbum de estreia, Pink Friday. Foi escrita pela própria com a colaboração de J. R. Rotem, Robbie Furze, Millo Cordell, Cleveland Browne, Greville Gordon e Wycliffe Johnson, e produzida por J. R. Rotem. O refrão é cantado por The Big Pink através da sua canção "Dominoes". Originalmente, a música foi lançada apenas como faixa bónus na iTunes Store, mais tarde foi incorporada na lista de faixas original do disco e comercializada no Reino Unido. Foi lançado como single apenas na Austrália e na Nova Zelândia e em alguns países europeus.

## Faixas e formatos
A versão single de "Girls Fall Like Dominoes" tem a duração de sete minutos e doze segundos, sendo constituída por uma edição de rádio e uma remistura explícita.
| Descarga digital (Reino Unido) |                                                       |         |  |
| N.º                            | Título                                                | Duração |  |
| 1.                             | "Girls Fall Like Dominoes" (edição de rádio)          | 3:22    |  |
| 2.                             | "Girls Fall Like Dominoes" (Distance Remix Explícito) | 3:50    |  |

## Desempenho nas tabelas musicais

### Posições
| Tabelas musicais (2011)            | Melhores posições |
| ---------------------------------- | ----------------- |
| Irlanda - Irish Singles Chart      | 28                |
| Reino Unido - UK Singles Chart     | 24                |
| Reino Unido - UK R&B Singles Chart | 8                 |
| Nova Zelândia - New Zealand Top 40 | 13                |
| Austrália - ARIA Charts            | 99                |

## Histórico de lançamento
| País        | Data                | Formato           |
| ----------- | ------------------- | ----------------- |
| Reino Unido | 13 de Abril de 2011 | Rádio BBC Radio 1 |
| Reino Unido | 15 de Abril de 2011 | Descarga digital  |